# تاريكة رنغرزان (مقاطعة دلفان)
تاريكة رنغرزان (بالفارسية: تاریکه رنگرزان) هي قرية تقع في قسم ايتيوند الجنوبي الريفي (مقاطعة دلفان) في إيران. يقدر عدد سكانها بـ 71 نسمة بحسب إحصاء 2016.